# فاندرانداوا
فاندرانداوا (به لاتین: Fandrandava) یک منطقهٔ مسکونی در ماداگاسکار است که در لالانژینا واقع شده‌است. فاندرانداوا ۹٬۷۴۲ نفر جمعیت دارد و ۱٬۱۵۷ متر بالاتر از سطح دریا واقع شده‌است.